# Klobikau
Klobikau ist eine Ortschaft und ein gleichnamiger Ortsteil der Stadt Bad Lauchstädt im Saalekreis in Sachsen-Anhalt.

## Geografie

### Geografische Lage

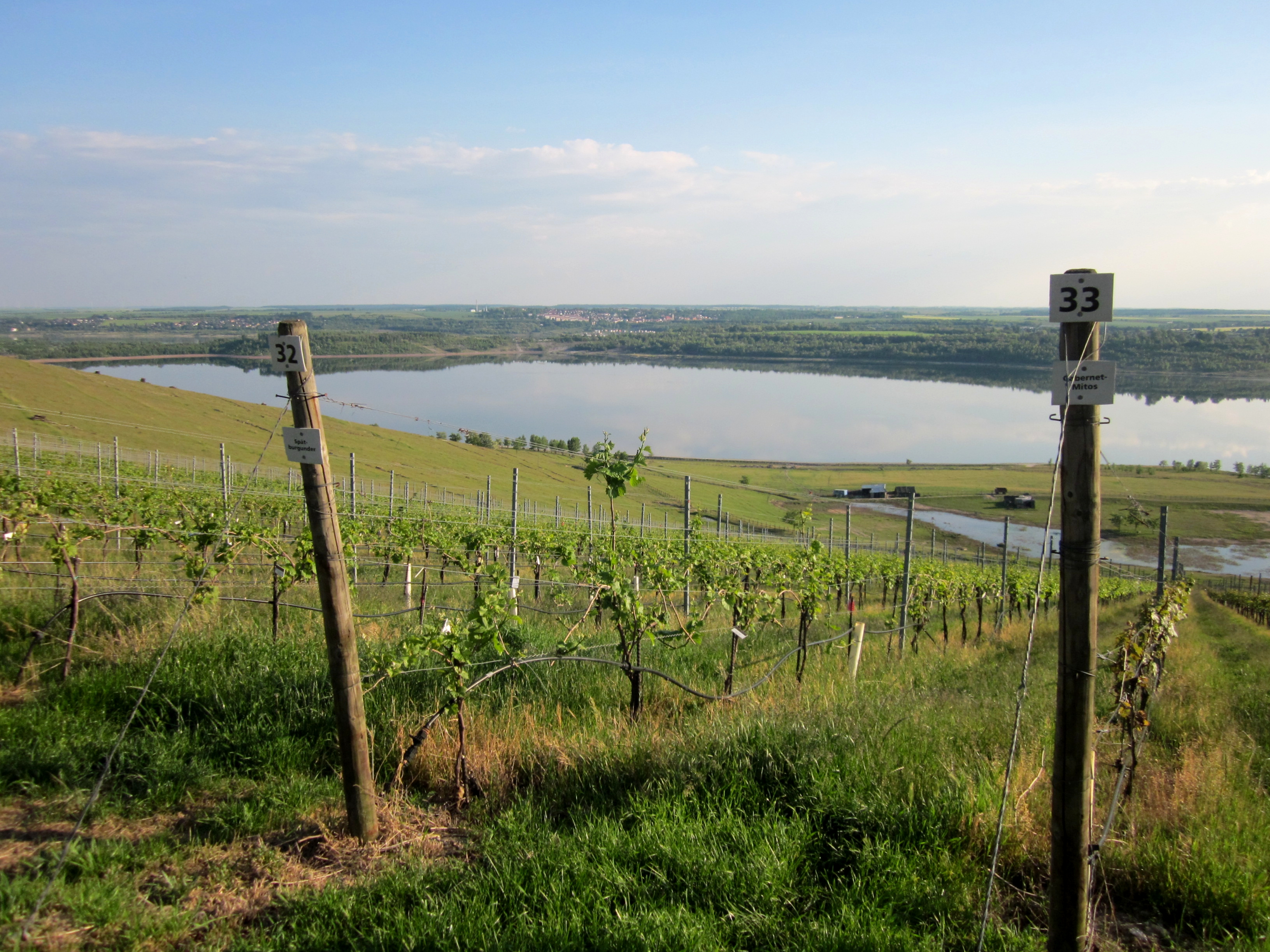
Weinberg am Geiseltalsee

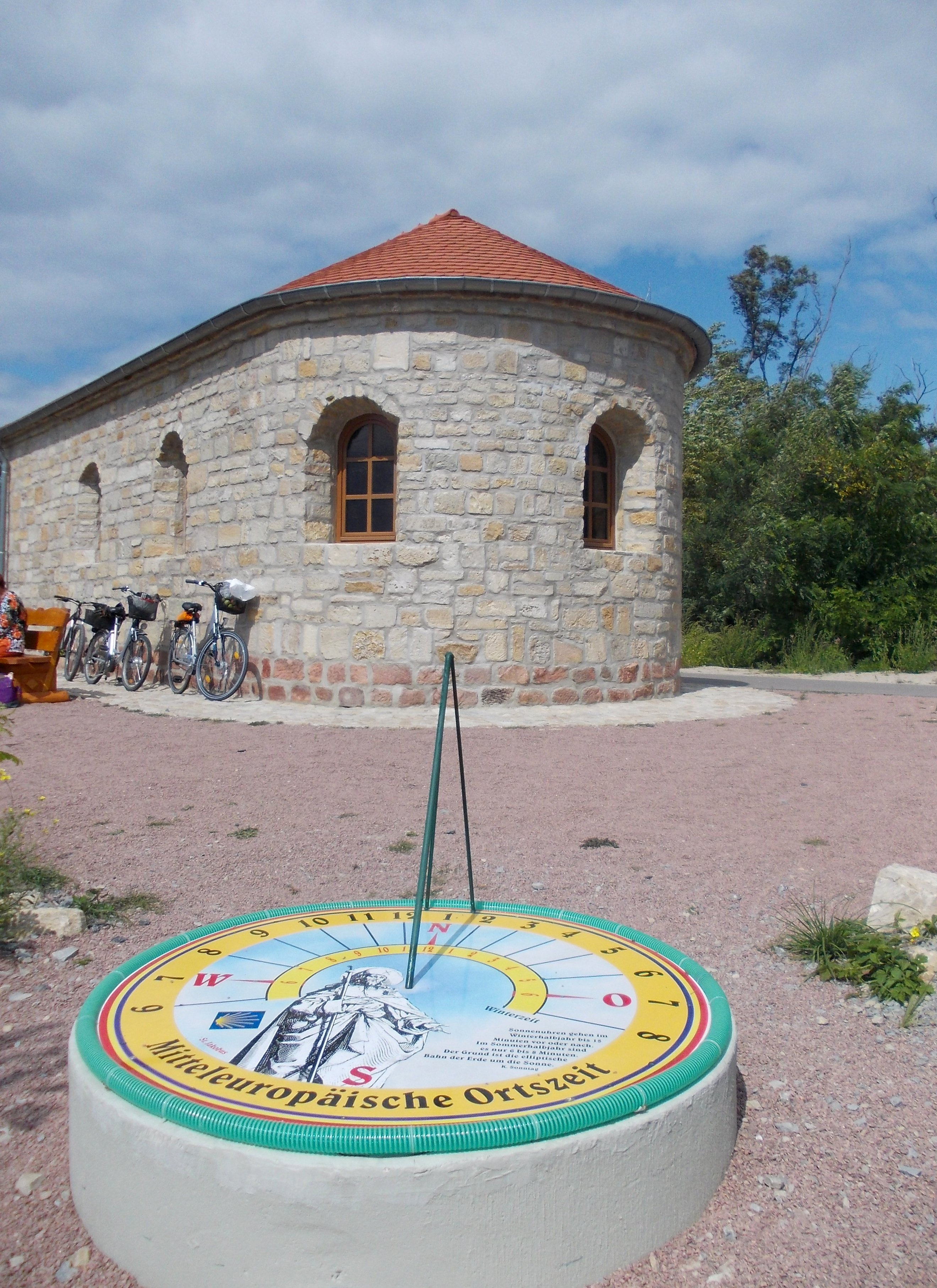
„Europäische Begegnungsstätte der Kulturen“

Klobikau liegt zwischen Halle (Saale) und Erfurt am Geiseltalsee. Im Süden des Ortes wurde über Jahrhunderte Braunkohle abgebaut. Die dabei entstandene Halde Klobikau, eine Abraumhalde mit einer Fläche von über 300 Hektar und einer Höhe von 218 Meter ist saniert und als Erholungsgebiet ausgewiesen.
- Der 2002 errichtete 14,5 m hohe Aussichtsturm Seeblick Klobikauer Höhe steht unweit einer verlassenen Bunkeranlage auf der Halde Klobikau.[1]
- Auf rund 30 Hektar der sanft abfallenden Uferflächen im Norden wurde das Weinbaugebiet Goldener Steiger (mit Straußwirtschaft) angelegt. Die Landschaftspflege wird u. a. von Rotem Höhenvieh betrieben, einer vom Aussterben bedrohten Rasse.
- Oberhalb des Weinbergs befindet sich die „Europäische Begegnungsstätte der Kulturen“.

### Ortsgliederung

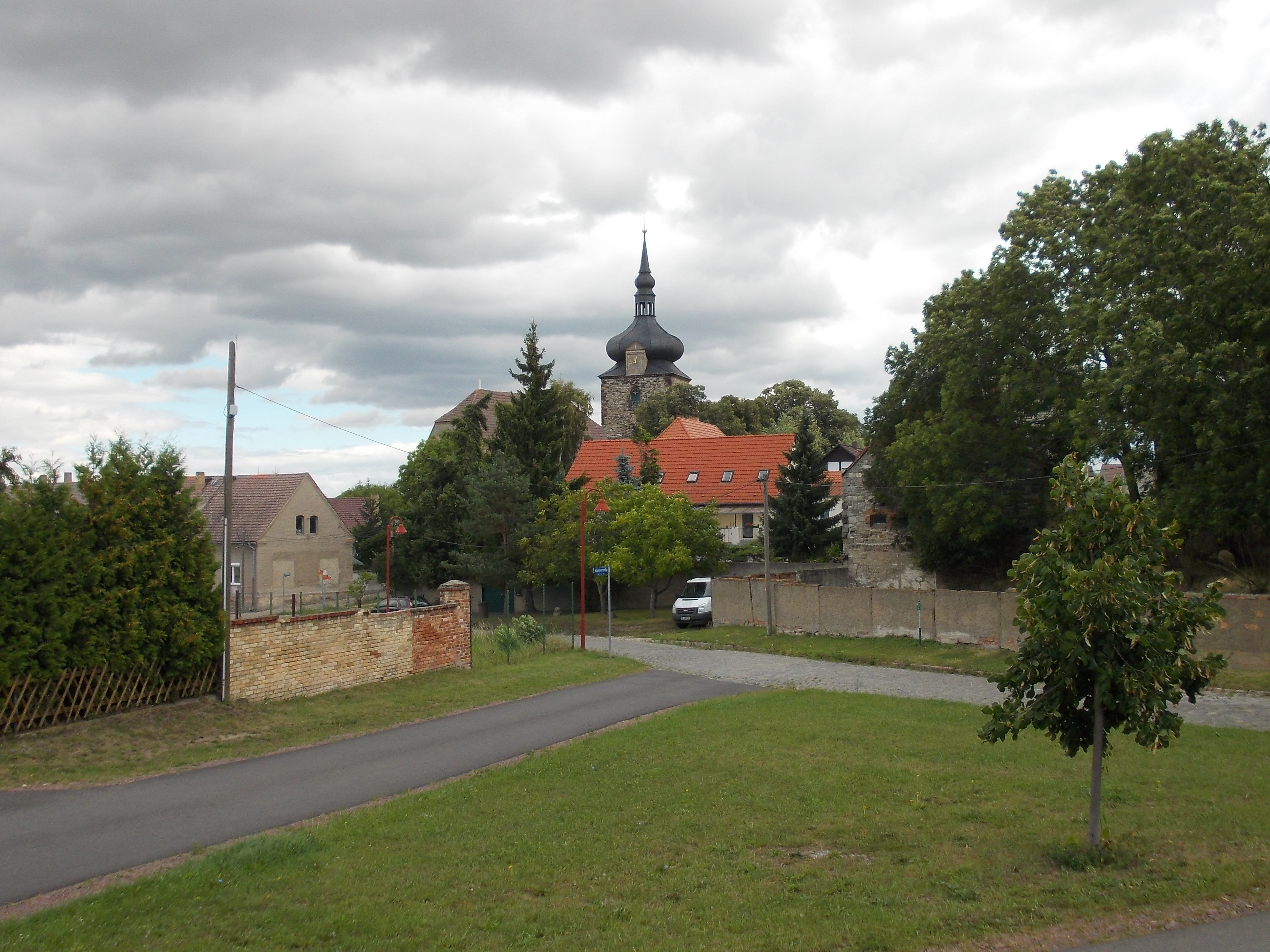
Niederklobikau mit Kirche

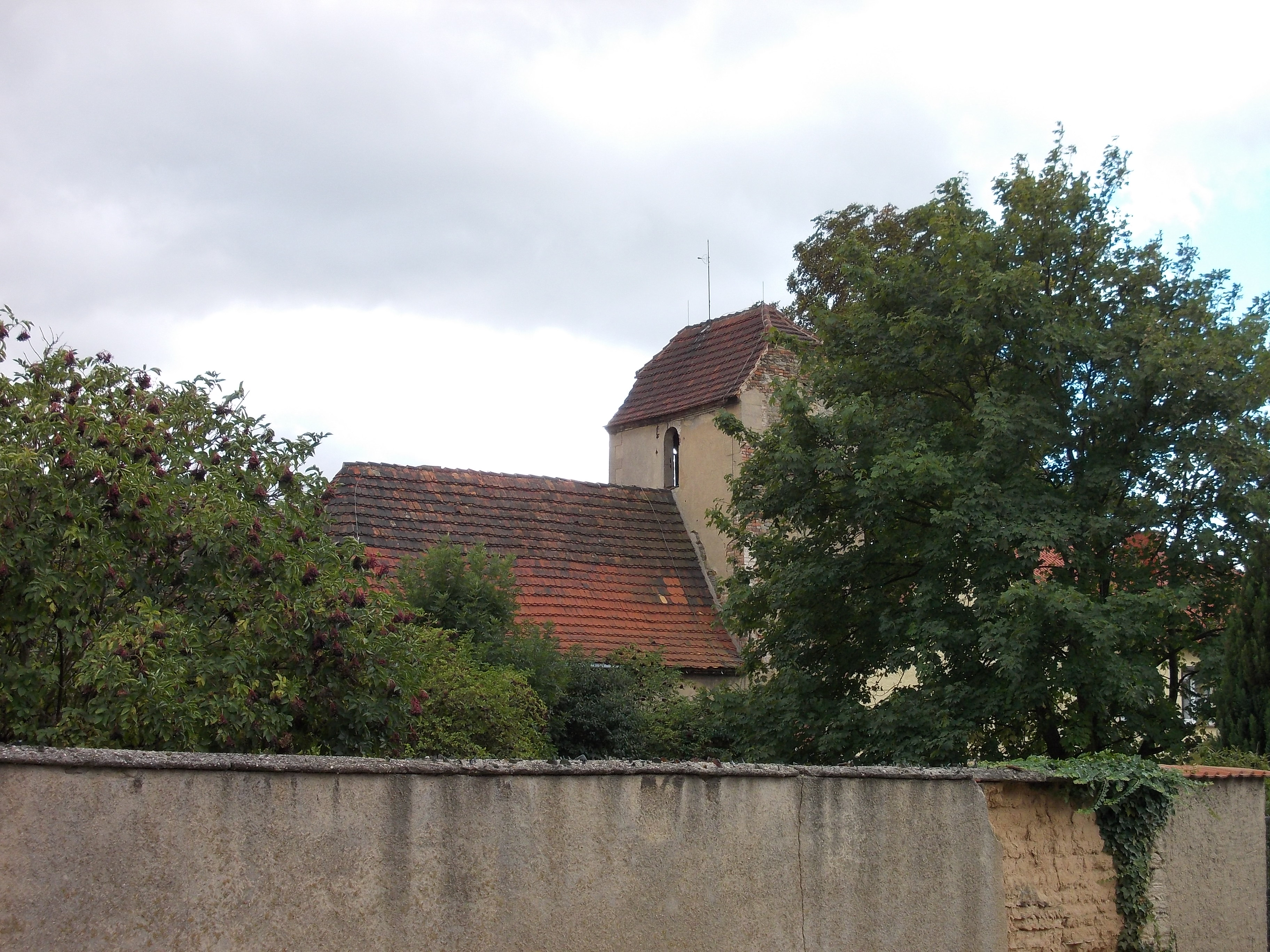
Kirche in Raschwitz, enthielt eine Ladegast-Orgel

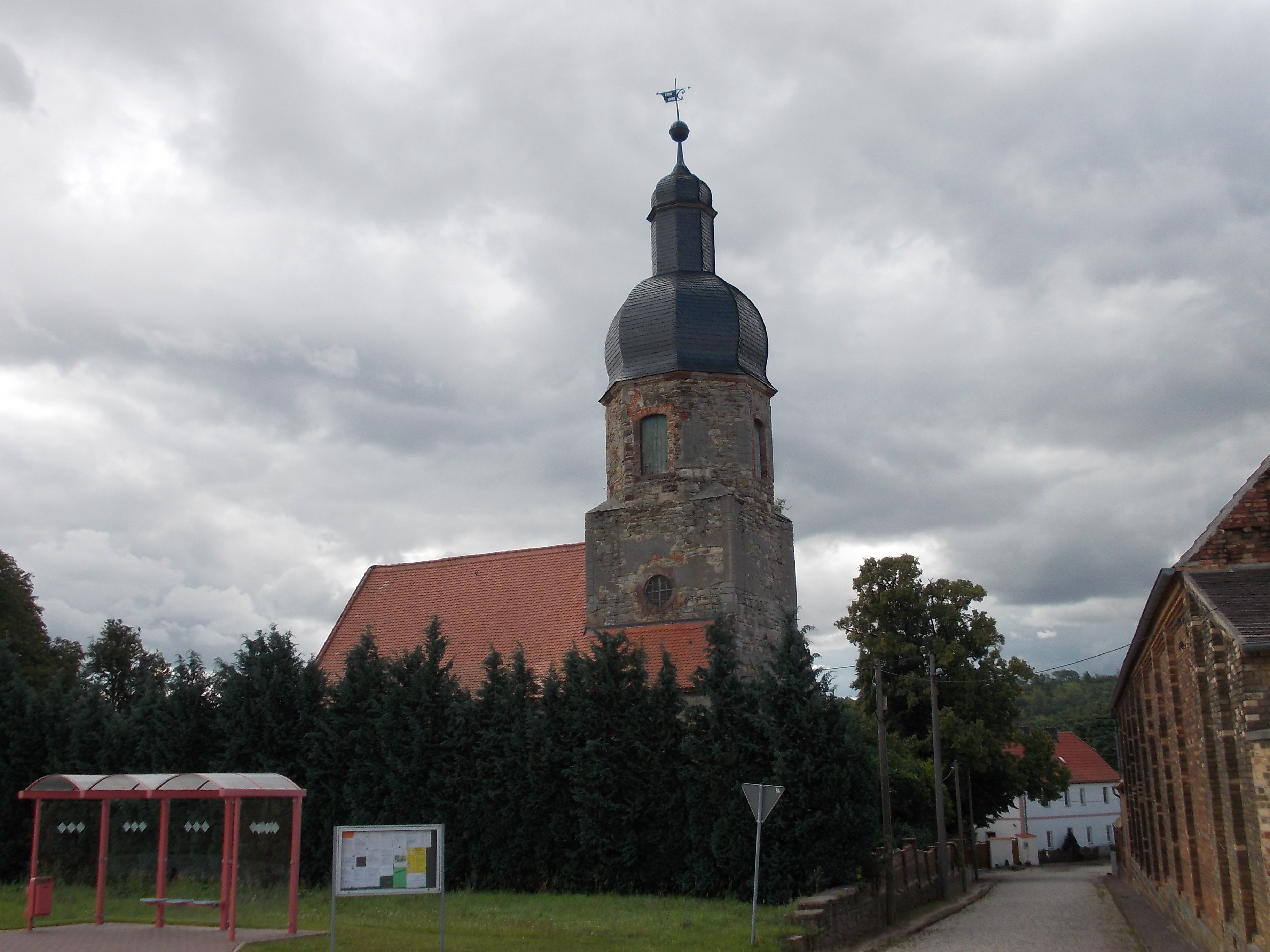
Kirche in Oberklobikau

Der Ortsteil gliedert sich in die Gemeindeteile:
- Niederklobikau
- Oberklobikau

Weiterhin waren 1950 die Ortsteile Wünschendorf, Reinsdorf und Raschwitz ausgewiesen.

## Geschichte

### 9. bis 13. Jahrhundert
Erstmals wurde der Ort als Cloboco in dem zwischen 881 und 899 entstandenen Hersfelder Zehntverzeichnis erwähnt. Der Ortsname ist slawischen Ursprungs und soll vom Wort „hlubcky“ abstammen, welches mit „tief im Grunde der Schwarzeiche“ übersetzt werden kann.
Der Ort gehörte im Jahr 906 zum Erbe der Hatheburg von Merseburg, welches durch ihre Hochzeit in diesem Jahr an Heinrich I. fiel. Sofort entbrannte ein Streit zwischen der Kirche und den Liudolfingern um das gesamte Erbe der Hatheburg, weil diese vor der Hochzeit mit Heinrich I. verwitwet und Nonne gewesen war. Am 5. Oktober 908 verzichtete Heinrichs Vater Otto der Erlauchte, Herzog von Sachsen, darauf, seine Position als Laienabt im bedeutenden Reichskloster Hersfeld weiterzuvererben, worauf das Erbe der Hatheburg mit „Cloboco“ endgültig an die Liudolfinger fiel. 909 trennte sich Heinrich I. dennoch von Hatheburg, welche wieder (diesmal standesgemäß als Äbtissin) in ein Kloster ging. 912 starb Otto der Erlauchte. An seiner Stelle wird wieder ein Kleriker Abt (Diethard I.). Am 2. Juli 936 starb Heinrich I. als König in der nahen Pfalz Memleben und vererbte „Cloboco“ an seinen Sohn Otto I., der es bis zu seinem Tod am 7. Mai 973 (ebenfalls auf der Pfalz Memleben) behielt. Erbe wurde sein Sohn Otto II.
Am 20. Mai 979 tauschte Kaiser Otto II. in Allstedt mit dem Abt Gozbert von Hersfeld diesen Ort, den Hof Muffendorf und die Ortschaften Benkendorf, Salzmünde und Müllendorf samt Zubehör gegen den Zehnten im Friesenfeld und Hessengau sowie in allen dazu gehörigen Burgen und Kastellen. Diesen Zehnten übertrug er dem Benediktinerkloster Memleben, das er kurz zuvor mit seiner Frau Theophanu zum Gedächtnis an seinen Vater Otto I. gegründet hatte. Die Abtei Hersfeld war erst 966 unter Abt Egilolf direkt dem Papst unterstellt worden, Abt Gozbert (ab 970) gründete dort eine Bibliothek. 985 (nach anderen Quellen 984) starb Abt Gozbert und Abt Bernhar trat auch als neuer Herr über Klobikau die Nachfolge an. Am 23. oder 24. Januar 1002 starben mit Otto III. die sächsischen Ottonen im Mannesstamm aus, und am 7. Juni 1002 wurde mit Heinrich II. ein Vertreter der bayrischen Nebenlinie der Ottonen zum ostfränkischen König gewählt. Hierdurch ergaben sich gänzlich neue Schwerpunkte in der damaligen Politik. Am 30. Mai 1003 sprach Heinrich II. der Abtei Hersfeld mit dem Reichsforst Eherinevirst ein geschlossenes Gebiet um Hersfeld zu, wodurch auch der territorielle Zusammenhang mit dessen thüringischen Besitzungen hergestellt wurde. Mit der Veste Wachsenburg (eine der „Drei Gleichen“) besaß die Abtei Hersfeld bereits seit etwa 930 einen Schutz ihrer thüringischen Güter. Sowohl der Abt Gozbert als auch der Abt Bernhar ließen die Benediktinerregeln verkommen und lebten wie Kanoniker in eigenen Häusern und mit Privatvermögen – u. a. auch auf Kosten der damaligen Klobikauer. Deshalb setzte im Jahre 1005 Heinrich II. Godehard aus dem Reformkloster Niederalteich als neuen Abt in Hersfeld und damit Herren von Klobikau ein. Anstatt die Regula Benedicti zu befolgen, verließen 50 Mönche lieber die Abtei Hersfeld vollends.
Am 1. November 1007 begann in Frankfurt am Main eine Reichssynode, auf der Heinrich II. die Gründung des Bistums Bamberg aus Teilen der Bistümer Würzburg und Eichstätt erwirkte. Hierdurch wurde die Kirchenlandschaft Deutschlands erheblich verändert, mit Folgen auch für Klobikau und sogar Memleben. Im Jahre 1012 wurde Arnold, ebenfalls aus Niederalteich, neuer Abt von Hersfeld und neuer Herr über Klobikau. Godehard wurde später Bischof von Hildesheim. Am 26. Januar 1015 restituierte Kaiser Heinrich II. in Frankfurt dem Kloster Hersfeld „auf Bitten und Beschwerde des Abtes Arnold, der Mönche und der Ritterschaft jene einträglichen Zehentrechte“ (Regesta Imperii), welche zugunsten des Klosters Memleben abgetreten werden mussten, und nahm Klobikau und eine weitere Besitzung zurück. Bereits am 5. Februar 1015 tauschte er ebenfalls in Frankfurt Klobikau zusammen mit Besitzungen in Wanfried und Liutfrideshusun wieder mit dem Abt Arnold von Hersfeld gegen die Höfe Rodheim, Welbhausen, Schnackenwerth und Wonfurt, die er gleich dem neu geschaffenen Bistum Bamberg übertrug. Bei dieser Gelegenheit wurde Klobikau („Cloboco“) als im Hassegau („Hassegowe“) liegend bezeichnet.
Klobikau blieb also weiterhin wie seit 979 im Besitz der Abtei Hersfeld, welcher jetzt sogar das zuvor bedeutende Kloster Memleben als Propstei unterstellt wurde. Heinrich II. ging es vor allem darum, seine Neustiftung von 1007, das Bistum Bamberg, möglichst reich auszustatten. Die neue wirtschaftliche Macht setzte Abt Arnold von Hersfeld in die Lage, eine Benediktinerpropstei auf dem Johannesberg aufzubauen, deren ehemaliges Amtshaus heute noch bewohnt ist (von der Klosterkirche und dem Dormitorium zeugen noch Ruinen). Von der einstigen Macht und dem Reichtum der Abtei Hersfeld zeugt noch heute die ehemalige Stiftskirche von Hersfeld als die größte romanische Kirchenruine Europas, damals die „Hauptstadt“ von Klobikau.
Zwischen 1073 und 1074 zog König Heinrich IV. ein Heer bei Bebra-Breitenbach zusammen, um einen Aufstand der Sachsen und Thüringer niederzuschlagen. Diese Auseinandersetzungen erschütterten die Stellung Hersfelds in Thüringen nachhaltig, weswegen sich Abt Friedrich (1091–1100) hauptsächlich auf der Wachsenburg (bei Arnstadt) aufhielt, wo er auch starb. Im Hassegau hatte inzwischen Graf Hoyer von Mansfeld als Günstling von Heinrich IV. das Komitat erworben. Aus der aufgegebenen Wimmelburg stiftete er ein Kloster, das unter anderem mit Besitzungen in Klobikau ausgestattet wird. Das Jahr des Übergangs ist nicht belegt. 1107 wurde in Halberstadt der Wormser Kanoniker und Propst Reinhard von Blankenburg zum Bischof gewählt. Dieser widmete sich den Kloster- und Stiftungsreformen, wodurch es ihm gelang, die Klöster wirtschaftlich zu sichern und das geistliche Leben zu stärken. 1121 bestätigte er das Kloster Wimmelburg bei Eisleben in seinen Besitzungen in Clobiche und verschiedenen Hufen und anderen Gerechtsamen. 1250 wies Meinhard von Kranichfeld, 1241 bis 1252 Bischof von Halberstadt, dem Kloster Wimmelburg weitere Rechte über die Kirche Klobikau zu.
Um 1320 findet man im Merseburger Güterverzeichnis als Ortsbezeichnung den Namen „Klobeck“ (vgl. Neue Mittheilungen aus dem Gebiete historisch-antiquarischer Forschungen. Im Namen des mit der Königl. Universität Halle-Wittenberg verbundenen Thüringisch=Sächsischen Vereins für die Erforschung des Vaterländischen Alterthums und Erhaltung seiner Denkmale, herausgegeben von dem Secretair desselben Dr. K. Ed. Foerstemann. Zweiter Band. Drittes und viertes Heft. Halle, im Bureau des Thüringisch = Sächsischen Vereins, und Nordhausen, in Comission bei Hermann Förstemann, 1836, Kapitel XV., Güter=Verzeichniß des Merseburger Hochstifts aus dem XIV. Jahrhundert, mitgetheilt von Dr. K. Ed. Förstemann, S. 385).

### 14. Jahrhundert bis zur Gegenwart
Die heutigen fünf Ortsteile der Ortschaft Klobikau gehörten zum Hochstift Merseburg, welches seit 1565 unter kursächsischer Hoheit war und zwischen 1656/57 und 1738 zum Sekundogenitur-Fürstentum Sachsen-Merseburg gehörte. Wünschendorf, Ober- und Niederklobikau gehörten als Exklave bis 1815 zum Amt Merseburg, Reinsdorf und Raschwitz zum Amt Lauchstädt. Durch die Beschlüsse des Wiener Kongresses kamen die Orte zu Preußen und wurden dem Kreis Merseburg im Regierungsbezirk Merseburg der Provinz Sachsen zugeteilt, zu dem sie bis 1952 gehörten.
Der berühmte Orgelbauer Friedrich Ladegast schuf 1850 oder 1852 eine kleine Orgel für die Dorfkirche Raschwitz. Nachdem die Kirche verfiel, wurde die Orgel ausgebaut, 1993 restauriert und im Merseburger Dom aufgestellt.
Am 30. September 1928 wurden der Gutsbezirk Raschwitz und die Landgemeinden Raschwitz, Reinsdorf und Wünschendorf zur Gemeinde Wünschendorf vereinigt, die am 1. April 1937 nach Niederklobikau eingemeindet wurde. Am 1. Juli 1950 entstand die Gemeinde Klobikau aus den bis dahin selbständigen Orten Oberklobikau und Niederklobikau mit Wünschendorf, Raschwitz und Reinsdorf.

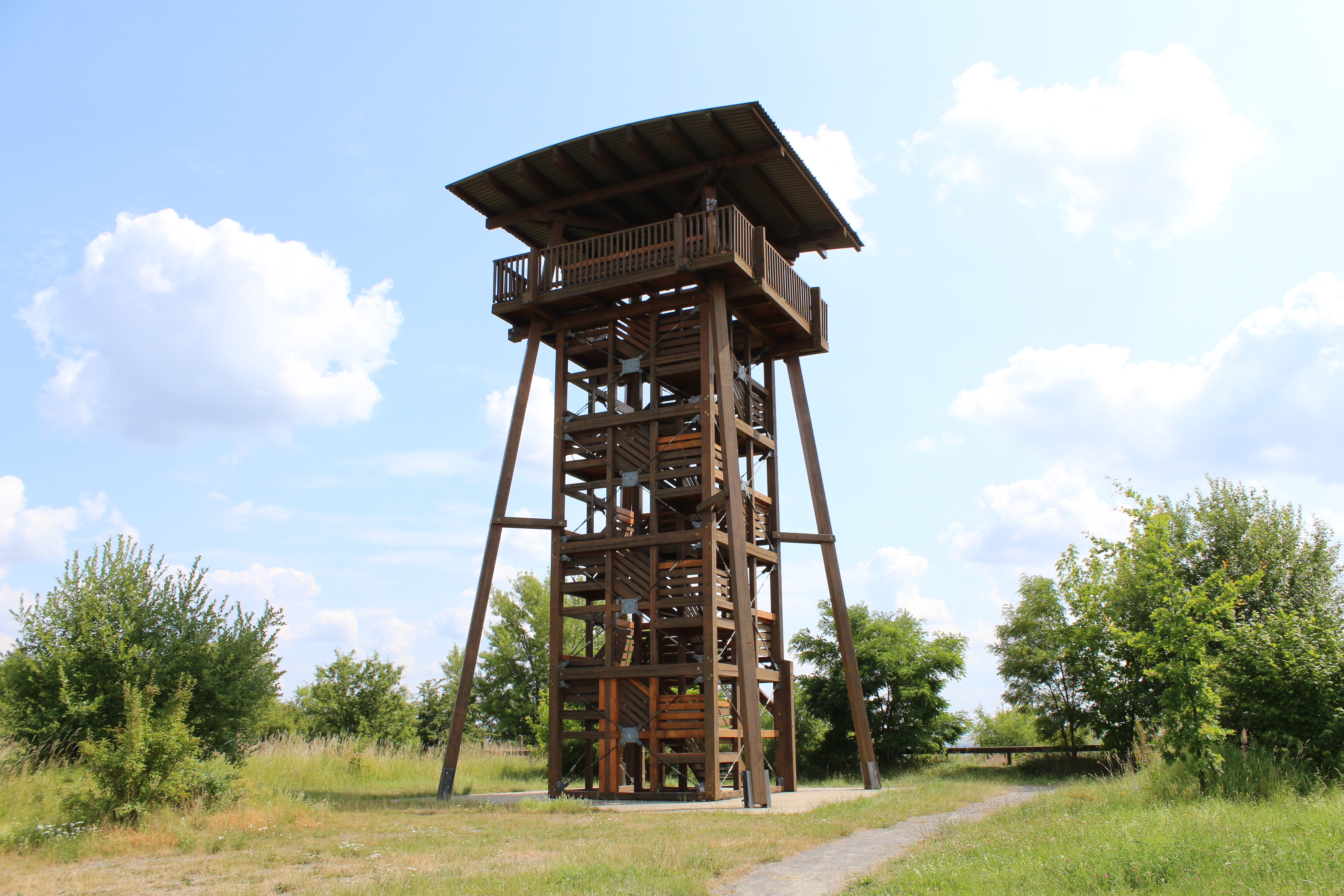
Aussichtsturm „Seeblick Klobikauer Höhe“ am Geiseltalsee bei Klobikau

Seit 2002 steht der 14,5 m hohe Aussichtsturm Seeblick Klobikauer Höhe 2 km südlich von Klobikau auf der Halde Klobikau unweit einer verlassenen Bunkeranlage.
Seit dem 1. Januar 2008 ist die ehemals selbständige Gemeinde Klobikau ein Ortsteil der Stadt Bad Lauchstädt.

## Gedenkstätte
- Grabstätte auf dem Ortsfriedhof für eine namentlich bekannte sowjetische Frau, die während des Zweiten Weltkrieges nach Deutschland verschleppt und ein Opfer von Zwangsarbeit wurde

## Politik

### Ortsbürgermeisterin
Die ehrenamtliche Ortsbürgermeisterin Christine Murre war vom 6. Mai 2001 bis zur Eingemeindung am 1. Januar 2008 bereits Bürgermeisterin der Gemeinde.

## Wirtschaft und Infrastruktur

### Verkehr
- Der Ort liegt unweit der Bundesautobahn 38, die Ausfahrt Merseburg-Nord (24) ist ca. 6 Kilometer entfernt.

## Persönlichkeiten
- Samuel Mohn (1762–1815), Glasmaler
- August Ferdinand Richter (1822–1903), Theologe und Mitglied des Preußischen Abgeordnetenhauses
- Friedrich Eduard Neubarth (1833–1908), Politiker und Reichstagsabgeordneter